# Five card draw
Five card draw je varianta pokeru. Ze všech pokerových variant je nejjednodušší a je tak velmi oblíbená u pokerových začátečníků. Je populární v domácích hrách, méně často je vidět v kasínech a pokerových klubech. K dispozici je také na některých online pokerových hernách, ale ani zdaleka na nich nedosahuje popularity her jako Texas hold 'em či Omaha.

## Pravidla
Každý hráč na začátku obdrží pět karet. Poté proběhne první kolo sázek, přičemž sázky probíhají podle klasických pravidel draw pokeru. Pokud je po prvním kole ve hře stále více než jeden hráč, přichází „draw“ fáze, neboli vyměňování karet. Hráč může vyměnit libovolný počet karet (či žádnou). V domácích hrách je někdy přidáno omezení na počet karet, které si může vyměnit (např. tři), v „oficiálních“ hrách žádné takové pravidlo obvykle zaváděno není. Výměna karet probíhá postupně od malého blindu ve směru hodinových ručiček.
Po výměně karet nastává druhé kolo sázení. Pokud je stále ve hře více než jeden hráč, dochází k odhalení karet (showdown). Hráč s nejlepší pokerovou kombinací vyhrává bank (pot).

## Ukázková hra
Hráči A, B a C hrají 5 card draw poker 1$/2$ bez limitu (no limit). Jsou jim postupně rozdány tyto karty: 4♥7♦6♦4♣4♠, A♠K♥Q♦J♣7♥, 2♠8♠A♣K♠J♠. Hráč A dává malý blind 1 $, hráč B velký blind 2 $. Hráč C dorovná. Hráč A má v ruce trojici a navýší sázku na 8 $. Hráči B by musela dorazit jedna konkrétní karta (10), aby zkompletoval postupku, a tedy zahodí. Hráči C se chce riskovat, a tak dorovná. V banku je 18 $.
Hráči mění karty od malého blindu (hráč A). První hráč vymění dvě karty - 7♦ 6♦, a místo nich mu dorazí Q♥Q♣. Hráč C vymění jednu kartu - A♣, a místo něj mu dorazí 10♠.
Začíná druhé kolo sázek a první na řadě je hráč A. Se svým fullhousem sází 18 $. Hráč B zvyšuje na 54 $. Hráč A dorovná. V banku je 126 $.
Sázky jsou tedy u konce a hráči ukazují své karty. Hráč A ukazuje fullhouse 4♥Q♥Q♣4♣4♠, který přebíjí flush 2♠8♠10♠K♠J♠ hráče C. Hráč A tedy vyhrává pot 126 $.